# Campeonato Paulista de Basquete Masculino de 2018
O Campeonato Paulista de Basquete Masculino de 2018 foi uma competição brasileira de basquete masculino organizada pela Federação Paulista de Basketball. As novidades desta edição ficaram por conta dos retornos do Corinthians, após 17 anos (de forma independente) e, do São José, após três anos de ausência. O Franca sagrou-se campeão ao bater o Paulistano nas finais, conquistando seu décimo segundo título da competição.

## Participantes
| Equipe          | Cidade                | Pos. em 2017 | Ginásio                         | Títulos        |
| --------------- | --------------------- | ------------ | ------------------------------- | -------------- |
| América         | São José do Rio Preto | 07.º         | Centro Regional de Eventos      | 0 (não possui) |
| Bauru           | Bauru                 | 04.º         | Ginásio Panela de Pressão       | 3 títulos      |
| Corinthians     | São Paulo             | 0-           | Ginásio Wlamir Marques          | 14 títulos     |
| Franca          | Franca                | 02.º         | Ginásio Pedrocão                | 11 títulos     |
| Liga Sorocabana | Sorocaba              | 06.º         | Ginásio Gualberto Moreira       | 0 (não possui) |
| Mogi das Cruzes | Mogi das Cruzes       | 03.º         | Ginásio Professor Hugo Ramos    | 2 títulos      |
| Osasco          | Osasco                | 08.º         | Ginásio Poliesportivo Geodésico | 0 (não possui) |
| Paulistano      | São Paulo             | 01º          | Ginásio Antônio Prado Junior    | 1 título       |
| Pinheiros       | São Paulo             | 05.º         | Ginásio Henrique Villaboim      | 1 título       |
| São José        | São José dos Campos   | 0-           | Ginásio Lineu de Moura          | 5 títulos      |

### Regulamento
De acordo com o regulamento, na fase inicial, as dez equipes jogam entre si em turno e returno. Os dois melhores classificados (1º e 2º colocados) avançam diretamente ao playoff semifinal. Já o terceiro colocado joga contra o sexto colocado, enquanto que o quarto colocado encara o quinto colocado, ambos em partida única, formando as quartas de final. Os dois vencedores jogarão a semifinal contra os times que já estavam classificados. As séries semifinal e final serão decididas em melhor de três partidas.

## Fase de classificação
| Pos. | Equipe          | Pts | J  | V  | D  | PM   | PS   | Dif  | CD  | DSA |
| ---- | --------------- | --- | -- | -- | -- | ---- | ---- | ---- | --- | --- |
| 1    | Paulistano      | 33  | 18 | 15 | 3  | 1480 | 1315 | 165  |     |     |
| 2    | Bauru           | 31  | 18 | 13 | 5  | 1464 | 1281 | 183  | 3-1 |     |
| 3    | Franca          | 31  | 18 | 13 | 5  | 1497 | 1319 | 178  | 2-2 |     |
| 4    | Pinheiros       | 31  | 18 | 13 | 5  | 1512 | 1392 | 120  | 1-3 |     |
| 5    | Mogi das Cruzes | 30  | 18 | 12 | 6  | 1506 | 1381 | 125  |     |     |
| 6    | São José        | 26  | 18 | 8  | 10 | 1367 | 1419 | -52  | 1-1 | +3  |
| 7    | Corinthians     | 26  | 18 | 8  | 10 | 1444 | 1427 | 17   | 1-1 | -3  |
| 8    | Liga Sorocabana | 24  | 18 | 6  | 12 | 1226 | 1334 | -108 |     |     |
| 9    | Osasco          | 18  | 18 | 1  | 17 | 1200 | 1435 | -235 | 1-1 | +2  |
| 10   | América         | 19  | 18 | 1  | 17 | 1227 | 1620 | -393 | 1-1 | -2  |

|               | AME    | BAU   | COR    | FRA    | LSB   | MGC    | OSA   | PAU   | PIN   | SJO    |
| ------------- | ------ | ----- | ------ | ------ | ----- | ------ | ----- | ----- | ----- | ------ |
| América       | -      | 47-78 | 74-89  | 82-100 | 64-74 | 55-93  | 81-77 | 52-83 | 80-98 | 76-93  |
| Bauru         | 106-71 | -     | 70-77  | 79-76  | 81-66 | 81-57  | 84-62 | 80-93 | 81-54 | 81-69  |
| Corinthians   | 87-55  | 99-82 | -      | 76-82  | 82-69 | 77-90  | 83-71 | 63-80 | 74-90 | 75-69  |
| Franca        | 99-72  | 65-79 | 106-85 | -      | 63-51 | 88-81  | 88-51 | 80-81 | 87-63 | 90-78  |
| L. Sorocabana | 85-75  | 71-89 | 78-73  | 61-76  | -     | 81-76  | 62-49 | 70-81 | 57-65 | 65-74  |
| M. das Cruzes | 96-78  | 61-69 | 103-80 | 93-81  | 82-60 | -      | 91-78 | 66-77 | 58-73 | 81-77  |
| Osasco        | 78-72  | 62-81 | 47-80  | 62-83  | 71-73 | 68-83  | -     | 78-85 | 76-81 | 66-78  |
| Paulistano    | 110-64 | 82-80 | 76-70  | 80-70  | 72-60 | 84-106 | 73-72 | -     | 89-88 | 103-64 |
| Pinheiros     | 94-57  | 90-89 | 91-89  | 75-86  | 94-83 | 99-101 | 97-67 | 79-61 | -     | 94-79  |
| São José      | 80-72  | 79-84 | 94-85  | 70-77  | 67-60 | 75-88  | 70-65 | 73-70 | 78-87 | -      |

## Fase final

### Quartas de final
| Time 1    | Séries | Time 2          | Jogo único |
| --------- | ------ | --------------- | ---------- |
| Franca    | 1-0    | São José        | 93–57      |
| Pinheiros | 1-0    | Mogi das Cruzes | 89–84      |

### Semifinal
| Time 1     | Séries | Time 2    | 1.º Jogo | 2.º Jogo | 3.º Jogo |
| ---------- | ------ | --------- | -------- | -------- | -------- |
| Paulistano | 2-0    | Pinheiros | 85–68    | 92–88    | –        |
| Bauru      | 1-2    | Franca    | 83–107   | 80–74    | 65 – 78  |

### Final
| 8 de outubro 20h10 | Relatório | Franca                                                     | 91–84 | Paulistano                                                        |  | Ginásio Pedrocão, Franca |  |
| 8 de outubro 20h10 | Relatório | Placar por quarto: 29-14, 26-29, 14-20, 22-21              |       |                                                                   |  | Ginásio Pedrocão, Franca |  |
| 8 de outubro 20h10 | Relatório | Pts: David Jackson 23 Rbts: David Jackson 7 Asts: Elinho 7 |       | Pts: Yago/Léo Meindl/Renan Lenz 16 Rbts: Yago 7 Asts: Georginho 4 |  | Ginásio Pedrocão, Franca |  |

| 10 de outubro 19h30 | Relatório | Paulistano                                            | 69–77 | Franca                                             |  | Ginásio Antônio Prado Jr., São Paulo |  |
| 10 de outubro 19h30 | Relatório | Placar por quarto: 20-13, 14-14, 13-20, 22-30         |       |                                                    |  | Ginásio Antônio Prado Jr., São Paulo |  |
| 10 de outubro 19h30 | Relatório | Pts: Yago 12 Rbts: Dikembe/Victão/Yago 5 Asts: Yago 4 |       | Pts: Elinho 17 Rbts: Jimmy 7 Asts: David Jackson 7 |  | Ginásio Antônio Prado Jr., São Paulo |  |

| Campeonato Paulista de Basquete Masculino 2018 |
| ---------------------------------------------- |
| Franca Campeão (12° título Paulista)           |

## Classificação final
| Pos.                                | Equipe          |
| ----------------------------------- | --------------- |
| 1                                   | Franca          |
| 2                                   | Paulistano      |
| Eliminados na semifinal             |                 |
| 3                                   | Bauru           |
| 4                                   | Pinheiros       |
| Eliminados nas quartas de final     |                 |
| 5                                   | Mogi das Cruzes |
| 6                                   | São José        |
| Eliminados na fase de classificação |                 |
| 7                                   | Corinthians     |
| 8                                   | Liga Sorocabana |
| 9                                   | Osasco          |
| 10                                  | América         |